# Microbieel toxine

Tetrodotoxine, een krachtig neurotoxine dat door bacteriën wordt geproduceerd

Microbiële toxines zijn giftige verbindingen die geproduceerd worden door micro-organismen, zoals bacteriën, schimmels en protozoa. Microbiële toxines kunnen ziekte veroorzaken door de weefsels van de gastheer rechtstreeks te beschadigen. Sommige toxines bevorderen de infectie door het immuunsysteem te remmen. Het kunnen eiwitten, lipoglycanen of complexe secundaire metabolieten zijn.
Belangrijke bacteriële toxines zijn lipopolysacchariden (LPS) of lipo-oligosacchariden (LOS) die van nature voorkomen in het plasmamembraan van gramnegatieve bacteriën bevinden. Het  botulinetoxine, dat aangemaakt wordt door sommige Clostridium-bacteriën, is een van de giftigste stoffen voor de mens. LPS en andere membraan-gebonden lipoglycanen worden tezamen ook wel aangeduid als endotoxines.
Microbiële toxinen zijn een belangrijk onderzoeksthema in de biomedische wetenschappen. Er zijn verschillende methodes ontwikkeld om bacteriële toxines te detecteren, te isoleren en hun pathogene eigenschappen te begrijpen. Enkele toepassingen van toxineonderzoek zijn de bestrijding van microbiële virulentie, de ontwikkeling van nieuwe geneesmiddelen tegen kanker, en het gebruik van toxines als tools in de neurobiologie en celbiologie.
Microbiële toxines worden in de pathologie vaak gegroepeerd op basis van het orgaansysteem waarop ze invloed hebben. Zo maakt men onderscheid tussen enterotoxines, neurotoxines, leukocidines en hemolysines. Een bekend neurotoxine is tetrodotoxine, dat door symbiotische bacteriën in vissen wordt aangemaakt.